# Tizona
Tizona – miecz Cyda, kastylijskiego rycerza i bohatera, który walczył z Maurami w Hiszpanii.

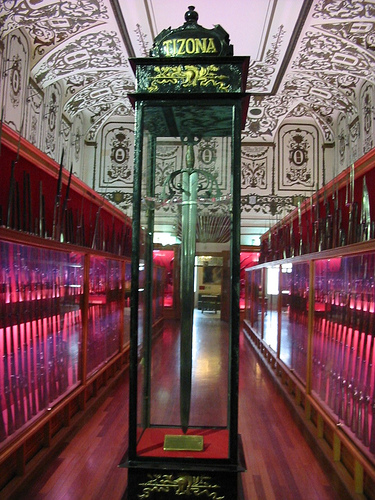

Obecnie jest on najbardziej czczoną relikwią Hiszpanów, znajduje się w Museo del Ejército (Muzeum Wojska) w Madrycie.
Tizona była jednym z mieczy El Cyda (inny zwał się Colada). Hiszpański bohater zdobył go w walce z wodzem Maurów zwanym Malik Bucar. Później podarował go jako prezent ślubny swemu zięciowi, ale wkrótce, w związku ze złym traktowaniem jego córki przez jej męża, miecz został odebrany i trafił do siostrzeńca (bratanka?) Cyda Pedro Bermudeza. 
Tizona ma 103 cm długości i waży 1,1 kg. Prawdopodobnie została wykuta w Kordobie, mimo że klinga zawiera dość dużo stali damasceńskiej.
Na klindze znajdują się dwie inskrypcje:
YO SOY LA TIZONA FUE ECHA EN LA ERA DE MILLE QUARENTA
W średniowiecznej kastylijskiej hiszpańszczyźnie oznacza to: "Jestem "La Tizona", wykuta w roku 1040", ale w hiszpańskich źródłach, "era" oznacza Hiszpańską Erę, według której historia Hiszpanii rozpoczyna się w 38 roku p.n.e., a więc data powstania Tizony to 1002.
AVE MARIA ~ GRATIA PLENA ~ DOMINUS TECUM
Po łacinie: "Zdrowaś Maryjo, łaski pełna, Pan z Tobą" (pierwsze słowa Pozdrowienia Anielskiego)
W inskrypcjach litery "U" podobne są do współczesnych "X."